# Hydrotaea zao
Hydrotaea zao este o specie de muște din genul Hydrotaea, familia Muscidae, descrisă de Shinonaga și Tadao Kano în anul 1971. Conform Catalogue of Life specia Hydrotaea zao nu are subspecii cunoscute.